# Will to Power
Will to Power — десятый студийный альбом шведской мелодик-дэт-метал-группы Arch Enemy, выпущенный 8 сентября 2017 года лейблом Century Media Records. Это первый альбом, в записи которого участвовал гитарист Джефф Лумис, ставший участником группы в ноябре 2014 года. Это также первый альбом, который содержит чистое пение в качестве основного вокала.

## Список композиций
| №                   | Название                                | Текст песни                  | Музыка                                         | Длительность |
| ------------------- | --------------------------------------- | ---------------------------- | ---------------------------------------------- | ------------ |
| 1.                  | «Set Flame to the Night» (instrumental) |                              | Майкл Эмотт Даниэль Эрландссон                 | 1:18         |
| 2.                  | «The Race»                              | Алисса Уайт-Глаз             | Майкл Эмотт Даниэль Эрландссон                 | 3:15         |
| 3.                  | «Blood in the Water»                    | Майкл Эмотт                  | Майкл Эмотт Даниэль Эрландссон                 | 3:55         |
| 4.                  | «The World Is Yours»                    | Майкл Эмотт                  | Майкл Эмотт Даниэль Эрландссон                 | 4:53         |
| 5.                  | «The Eagle Flies Alone»                 | Майкл Эмотт                  | Майкл Эмотт                                    | 5:15         |
| 6.                  | «Reason to Believe»                     | Майкл Эмотт                  | Майкл Эмотт Кристофер Эмотт                    | 4:47         |
| 7.                  | «Murder Scene»                          | Алисса Уайт-Глаз             | Майкл Эмотт Даниэль Эрландссон                 | 3:50         |
| 8.                  | «First Day in Hell»                     | Алисса Уайт-Глаз             | Майкл Эмотт                                    | 4:48         |
| 9.                  | «Saturnine» (instrumental)              |                              | Даниэль Эрландссон                             | 1:09         |
| 10.                 | «Dreams of Retribution»                 | Майкл Эмотт                  | Майкл Эмотт Кристофер Эмотт Даниэль Эрландссон | 6:40         |
| 11.                 | «My Shadow and I»                       | Алисса Уайт-Глаз             | Майкл Эмотт                                    | 4:05         |
| 12.                 | «A Fight I Must Win»                    | Майкл Эмотт Алисса Уайт-Глаз | Майкл Эмотт Даниэль Эрландссон                 | 6:37         |
| Общая длительность: | Общая длительность:                     | Общая длительность:          | Общая длительность:                            | 50:32        |

| №                   | Название                                         | Автор(ы)                                           | Длительность |
| ------------------- | ------------------------------------------------ | -------------------------------------------------- | ------------ |
| 13.                 | «City Baby Attacked by Rats» (Charged GBH cover) | Колин Абрахалл Росс Ломас Колин Блит Эндрю Уильямс | 2:48         |
| Общая длительность: | Общая длительность:                              | Общая длительность:                                | 53:20        |

| №                   | Название                                                   | Автор(ы)                                                     | Длительность |
| ------------------- | ---------------------------------------------------------- | ------------------------------------------------------------ | ------------ |
| 1.                  | «Warsystem» (Shitlickers cover)                            | Ларс Андрен                                                  | 0:54         |
| 2.                  | «Armed Revolution» (Shitlickers cover)                     | Андрен                                                       | 0:51         |
| 3.                  | «Spräckta snutskallar» (Shitlickers cover)                 | Андрен                                                       | 0:51         |
| 4.                  | «The Leader (Of the Fuckin' Assholes)» (Shitlickers cover) | Андрен                                                       | 1:02         |
| 5.                  | «Nitad» (Moderat Likvidation cover)                        | Клифф Лундберг                                               | 1:06         |
| 6.                  | «When the Innocent Die» (Anti Cimex cover)                 | Томас Джонссон Чарли Клесон Джоаким Петтерссон Матс Сканберг | 1:57         |
| 7.                  | «City Baby Attacked by Rats» (Charged GBH cover)           | Колин Абрахалл Росс Ломас Колин Блит Эндрю Уильямс           | 2:48         |
| Общая длительность: | Общая длительность:                                        | Общая длительность:                                          | 9:29         |

| №                   | Название                                         | Текст песни         | Музыка                              | Длительность |
| ------------------- | ------------------------------------------------ | ------------------- | ----------------------------------- | ------------ |
| 13.                 | «Back to Back» (Pretty Maids cover)              | Ронни Аткинс        | Кен Хаммер Алан Оуэн                | 3:22         |
| 14.                 | «City Baby Attacked by Rats» (Charged GBH cover) | Колин Абрахолл      | Росс Ломас Колин Блит Эндрю Уильямс | 2:48         |
| Общая длительность: | Общая длительность:                              | Общая длительность: | Общая длительность:                 | 56:42        |

## Участники записи
| - Алисса Уайт-Глаз — вокал - Майкл Эмотт — гитара - Джефф Лумис — гитара - Шарли Д’Анджело — бас-гитара - Даниэль Эрландссон — ударные, клавишные | - Ulf Forsberg — скрипка - Christian Bergovist — скрипка - Per Oman — скрипка - Ulrika Jansson — скрипка - Bo Soderstrom — скрипка - Torbjorn Bernhardsson — скрипка - Tony Bauer — альт - Rikka Repo — альт - Johanna Sjunnesson — виолончель - Jens Johansson — клавишные в песнях «The World Is Yours», «Dreams Of Retribution» и «Saturnine» - Christopher Amott — клавишные, гитара на «Reason To Believe» - Daniel Erlandsson — клавишные, программирование | - Alex Reisfar — изображение на обложке - Costin Chioreanu — Оформление буклета и рисунки на нем - Katja Kuhl — фотограф - Tom Couture — фотограф - Michael Amott — продюсер - Daniel Erlandsson — продюсер - Jens Bogren — микширование и мастеринг - Johan Ornborg — инженер записи - Tobias Strandvik — барабанный техник - Daniel Erlandsson — инженер звукозаписи - Rickard Bengtsson — отстройка гитарного тона - Staffan Karlsson — запись и производство вокальных партий |

## Позиции в чартах
| Чарт (2017)                           | Позиция |
| ------------------------------------- | ------- |
| Australian Albums (ARIA)              | 26      |
| Бельгия/Фландрия (Ultratop)           | 11      |
| Бельгия/Валлония (Ultratop)           | 15      |
| Канада (Canadian Albums Chart)        | 80      |
| Чехия (ČNS IFPI)                      | 5       |
| Нидерланды (Album Top 100)            | 11      |
| Финляндия (Suomen virallinen lista)   | 2       |
| Франция (SNEP)                        | 22      |
| Германия (Offizielle Top 100)         | 3       |
| New Zealand Heatseekers Albums (RMNZ) | 10      |
| Шотландия (Scottish Albums Chart)     | 24      |
| Swedish Albums (Sverigetopplistan)    | 11      |
| Швейцария (Schweizer Hitparade)       | 5       |
| Великобритания (UK Albums Chart)      | 37      |
| США (Billboard 200)                   | 90      |
| США (Billboard Top Hard Rock Albums)  | 3       |
| США (Billboard Top Rock Albums)       | 15      |